# Ноно — мальчик-детектив
«Ноно — мальчик-детектив» (нидерл. Nono, het Zigzag Kind) — фильм-драма, снятый бельгийским режиссёром Винсентом Балем по книге израильского писателя Давида Гроссмана «Бывают дети-зигзаги» (ивр. יש ילדים זיג זג‎). Премьера фильма состоялась на Международном кинофестивале в Торонто 9 сентября 2012 года, а 26 сентября того же года фильм открыл 32-й Нидерландский кинофестиваль.

## Сюжет
12-летний Ноно хочет походить на своего отца, как ему кажется — лучшего полицейского в мире, но постоянно впутывается во всякие переделки. Во время поездки к своему дяде на поезде он встречает старого знакомого своего отца — грабителя Феликса Глик, и отправляется с ним в путешествие, ещё не зная какие открытия оно ему готовит.

## В ролях
| Актёр               | Name                       |  | Роль                | Role            |
| ------------------- | -------------------------- |  | ------------------- | --------------- |
| Томас Симон         | Thomas Simon               |  | Ноно Файерберг      | Nono Feierberg  |
| Федя ван Хюет       | Fedja van Huêt             |  | инспектор Файерберг | Jacob Feierberg |
| Джессика Зейлмакер  | Jessica Zeylmaker [nl]     |  | Габи                | Gaby            |
| Камила де Паззи     | Camille de Pazzis          |  | Зохара              | Zohara          |
| Бургхарт Клауснер   | Burghart Klaußner [de][en] |  | Феликс Глик         | Felix Glick     |
| Изабелла Росселлини | Isabella Rossellini        |  | Лола Чиперола       | Lola Ciperola   |

## Награды
Фильм получил две награды в номинации «Приз зрительских симпатий» в 2013 году на European Film Awards и Montréal International Children’s Film Festival.

## Критика
Фильм был тепло встречен критиками. Они отмечали особую ретро-атмосферу фильма, игру Изабеллы Росселлини, звездный актерский состав и уникальное совмещение подросткового фильма-драмы с приключенческим фильмом. Критик из журнала «Variety» отдельно отметил работу Джона Гилберта по переносу действия романа Давида Гроссмана из Израиля в Европу 70-х годов, сохранившему дух романа и подчеркнувшему, как поиск главным героем себя, переходит в размышления о природе добра и зла, а также природе счастья.